# Неедлый, Ян
Ян Неедлый (чеш. Jan Nejedlý; 23 апреля 1776, Жебрак — 31 декабря 1834, Прага) — австрийский чешский филолог, поэт, журналист, преподаватель, научный писатель, младший брат Войтеха Неедлого.
Родился в обеспеченной семье землевладельцев. Среднее образование получил в школе пиаристов в Праге, в 1795 году поступил в университет в этом же городе, где изучал философию и право. После окончания университета был с 16 ноября 1801 года профессором чешского языка и литературы в пражском университете, став активным пропагандистом идей возрождения чешского языка и культуры; преподавал (с перерывами и параллельно с другой деятельностью) до конца жизни. В июне 1803 года стал доктором права, до 1809 года часто (но не регулярно) работал клерком адвокатов, а с 1809 года открыл собственную практику. В этот период жизни имел большую известность в чешском национальном движении, состоял в переписке со множеством интеллектуалов. В 1812 году участвовал в переводе на чешский язык австрийского гражданского кодекса, за что получил от императора титул правительственного советника. Некоторые его работы запрещались австрийской цензурой, хотя в целом каким-либо преследованиям, несмотря на свои взгляды, он не подвергался. С 1809 года стал писать гораздо меньше. Скончался после тяжёлой болезни.
Его первый сборник стихов вышел в 1799 году; впоследствии продолжал писать стихи, эпиграммы, статьи для газет (сотрудничал в ряде периодических изданий). Издал в 1804 году «Böhmische Grammatik», выполнил ряд высоко оценённых современниками переводов с различных языков (владел английским, французским, немецким, древнегреческим, латынью), в том числе «Илиады» Гомера в 1801 году, произведений Гесснера и Флориана. В 1801—1802 годах редактировал журнал «Český poutník», в 1808—1809 годах — «Český hlasatel», бывший одним из наиболее значимых чешскоязычных журналов своего времени. Был противником орфографической реформы чешского языка и сторонником аналоговой орфографии школы Йозефа Юнгмана.